# 范洁
范洁（1976年10月25日—），出生于北京，中国前女子手球运动员，曾代表中国国家队参加2004年夏季奥运会女子手球比赛，最终队伍获得第八名。